# Pieter Rombouts
Pieter Rombouts (Amsterdam, gedoopt 25 november 1667 – Amsterdam, circa  27 september 1729) was een Nederlands vioolbouwer.
 Hij bouwde ook viola da gamba en cello.
Pieter Rombouts werd in 1667 gedoopt in de Oude Kerk als zoon van Jan Rombouts (schrijver ter zee) en Sibilla Barents. Na het overlijden van Jan Rombouts hertrouwde Barents met vioolbouwer Hendrik Jacobs Hijzelf trouwde in 1706 vanaf de Botermarkt met Machdalena Kruyskerk uit de Kalverstraat, hij woonde toen samen met zijn moeder; hij gaf aan dat hij toen 32 jaar was. Hij werd op 27 september 1729 begraven in de Zuiderkerk (zijn beroep violenmaker aan de Bootermarkt werd genoemd). Zijn weduwe verhuisde naar de Binnenamstel en was een van de vele renteniers die Amsterdam in 1742 kende. Zij behoorde tot de 5% rijkste inwoners van het land. Zoon Wijnand werd in 1740 poorter van de stad en gaf toen aan dat zijn vader was overleden. 
Rombouts voerde ateliers aan de Sint Antoniebreestraat en Botermarkt. Hij stond ook wel bekend onder de naam Pieter Jacobs naar zijn stiefvader. Zijn strijkinstrumenten waren zeer gewild, mede door het hooggewelfd model, dat ook wel door Italiaanse vioolbouwers onder wie Nicola Amati en Pietro Guarneri werd gehanteerd. Zijn violen zijn voorts te herkennen aan de roodbruine lak en (soms) het gebruik van balein. Tarisio noemde zijn werk minder verfijnd dan dat van zijn stiefvader.
Een door hem gebouwde viool en viola da gamba bevinden zich in het Haags Gemeentemuseum (collectie Scheurleer).